# 过渡金属
过渡元素（英語：Transition element）是指元素周期表中位於d区的化學元素，由於它們皆為金屬元素，因此也稱過渡金屬（英語：Transition metal）。一般来说，过渡元素包括3到12族一共十个族的元素，有時也包括f区的内过渡元素。
“过渡元素”这一名词首先由门捷列夫提出，用于代表8、9、10三族元素（合稱VIIIB族）。他认为从碱金属（1族）到7族是一个“週期”，11族到卤素（17族）又是一个，那么夹在两个周期之间的元素就有过渡的性质。而現今雖然過渡金屬这个词还在使用，但已和原本的意思不同。
同一个周期的过渡金属元素称为一个过渡系，第4、5、6周期的元素分别属于第一、二、三过渡系。

| 族→        | 3               | 4               | 5               | 6               | 7               | 8               | 9               | 10              | 11              | 12              |  |
| 第一過渡系 | 21 Sc 鈧 44.96  | 22 Ti 鈦 47.87  | 23 V 釩 50.94   | 24 Cr 鉻 52.00  | 25 Mn 錳 54.94  | 26 Fe 鐵 55.84  | 27 Co 鈷 58.93  | 28 Ni 鎳 58.69  | 29 Cu 銅 63.55  | 30 Zn 鋅 65.38  |  |
| 第二過渡系 | 39 Y 釔 88.91   | 40 Zr 鋯 91.22  | 41 Nb 鈮 92.91  | 42 Mo 鉬 95.95  | 43 Tc 鎝 [97]   | 44 Ru 釕 101.1  | 45 Rh 銠 102.9  | 46 Pd 鈀 106.4  | 47 Ag 銀 107.9  | 48 Cd 鎘 112.4  |  |
| 第三過渡系 | 71 Lu 鎦 175.0  | 72 Hf 鉿 178.5  | 73 Ta 鉭 180.9  | 74 W 鎢 183.8   | 75 Re 錸 186.2  | 76 Os 鋨 190.2  | 77 Ir 銥 192.2  | 78 Pt 鉑 195.1  | 79 Au 金 197.0  | 80 Hg 汞 200.6  |  |
| 第四過渡系 | 103 Lr 鐒 [266] | 104 Rf 鑪 [267] | 105 Db 𨧀 [268] | 106 Sg 𨭎 [267] | 107 Bh 𨨏 [270] | 108 Hs 𨭆 [271] | 109 Mt 䥑 [278] | 110 Ds 鐽 [281] | 111 Rg 錀 [282] | 112 Cn 鎶 [285] |  |

圖解：
在標準狀況下，序號綠色者為氣體；序號藍色者為液體；序號黑色者為固體；序號灰色者為未知相態。

## 性质
过渡金属大多具有未充满的价殼层d轨道。过渡金属基於十八電子規則，性质与週期表的其他元素有明显差别。
过渡金属具有明亮的光澤，且為良好的電及熱導體。大多質地堅硬且強度高，並且具有高熔沸點。由於其不成對的d電子，大多數过渡金属及其化合物都具有強順磁性。
由于这一区很多元素的电子构型中都有不少单电子（锰这一族尤为突出，為d5构型），较容易失去，所以这些金属都有可变价态，具有多种可稳定存在的氧化態离子，形成的溶液及化合物大多具有豐富多變的色彩。过渡金属最高可以显+7（铼）、+8（锇）甚至+9（銥）氧化态，前者由于单电子的存在，后者由于能级太高，价电子结合的较为松散。高氧化态主要存在于這些金属的酸根或酰基中（如：VO43−钒酸根，VO2+钒(V)酰基）。
对于第一过渡系，高氧化态離子经常是强氧化剂，并且它们都能形成有还原性的低价金属离子，例如鉻酸根、過錳酸根、鐵酸根等。对于二、三过渡系，由于原子半径大、价电子能量高的原因，低氧化态很难形成，其高氧化态也没有氧化性。由于镧系收缩現象的影響，第二、三过渡系的同族元素具有相近的原子半径和高度相似的性质。
由于空的d轨道的存在，过渡金属很容易形成配合物。金属元素采用混成軌域接受电子以达到16或18價电子的稳定状态。当配合物需要价殼层d轨道参与杂化时，d轨道上的电子就会发生重排，有些元素重排后可以使电子完全成对，这类物质称为反磁性物质。相反，当价层d轨道不需要重排，或重排后还有单电子时，生成的配合物就是顺磁性的。
大多数过渡金属都是以氧化物、硫化物等化合態的形式存在于地壳中，只有金、银、鉑族金屬等几种貴金屬元素具有天然存在的游離態单质。
最典型的过渡金属是4～10族。靠近主族的3族及內過渡元素大多只有單一的穩定价态：+3价。而11族、12族两族元素的价殼层d轨道為充满狀態，它們有时并不看作是d區过渡金属，此时這两族合称ds区元素。11族元素能形成配合物，但由于d10构型太稳定，最高价只能达到+3。12族元素只有汞有可变价态，而锌的性質基本上就是主族金属。